# Hanbaliten

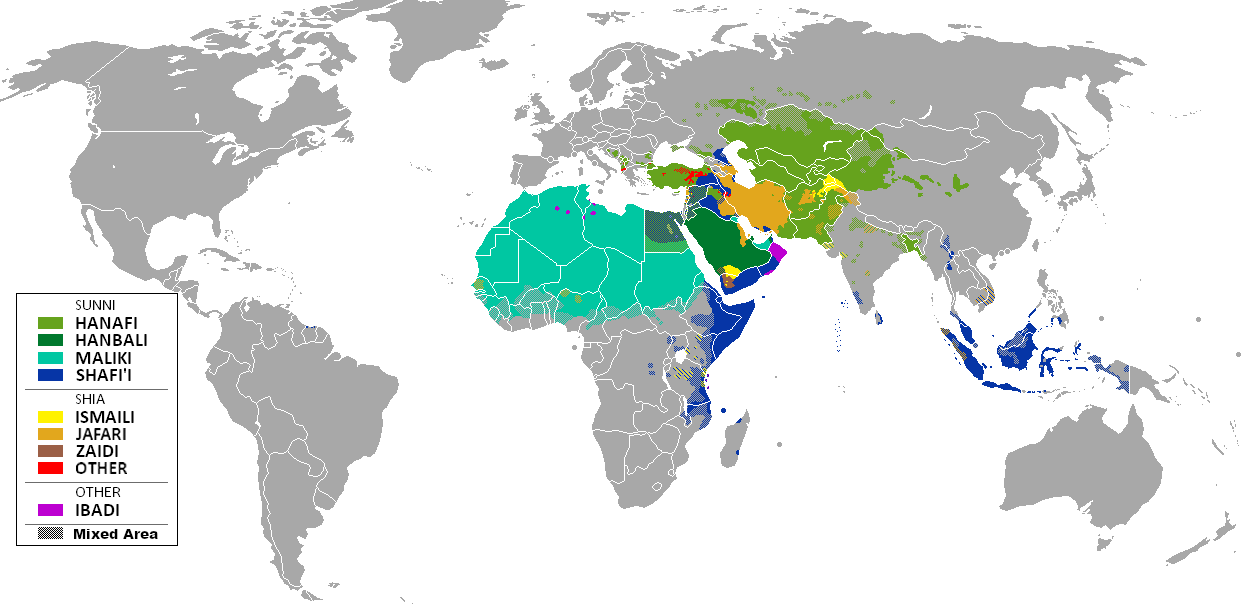
Regionen, in denen Hanbaliten die Mehrheit stellen

Die Hanbaliten, arabisch الحنبلية al-hanbaliya, DMG al-ḥanbalīya, sind eine der vier traditionellen Lehrrichtungen (Madhahib) des sunnitischen Islams. Im Theologiebereich sind sie im Regelfall Befolger der Athari-Schule.

## Hanbaliten heute
Die Hanbaliten sind die kleinste Rechtsschule des sunnitischen Islam, der etwa fünf Prozent der Sunniten anhängen. In Saudi-Arabien ist es die staatlich befolgte Rechtsschule. Obwohl es in den Rechtsquellen nicht immer explizit erwähnt wird, ist der Hanbalismus im Rechtssystem Saudi-Arabiens stark vertreten. Die Hanbaliten üben aufgrund des Einflusses in Saudi-Arabien, in dem die heiligen Stätten Mekka und Medina liegen, die jedes Jahr Ziel des Haddsch sind, einen starken Einfluss auf die gesamte sunnitische Gemeinschaft aus.
So befolgen die salafitischen Strömungen, die explizit keiner Rechtsschule anhängen, in den meisten Fällen die Ansichten, die mit der hanbalitischen Meinung übereinstimmen.

## Geschichte
Die Rechtsschule geht auf Ahmad ibn Hanbal (780–855) zurück, der unter anderem Schüler Muhammad ibn Idris asch-Schafiʿis (767–820) und des Hanafiten Abu Yusuf war, wurde jedoch erst von seinen Schülern institutionalisiert. Ibn Hanbal billigte neben dem Koran und der Sunna vor allem dem Konsens (Idschmāʿ) der islamischen Gemeinde, der Umma, eine wichtige Stellung zu. Die Hanbaliten gingen besonders stark auf die Grundlage des Hadith ein, so wurde die Position der Ashāb al-hadīth behalten. Ahmad ibn Hanbal stellte mehrere Hadith-Werke zusammen. Darunter das al-Musnad, eine monumentale Sammlung von mehr als 29 Tausend Hadithen. Maqdisi erweiterte die Grundlagen der Hadith-Kritik, deren literarisch dokumentierte Anfänge schon im 8. Jahrhundert nachweisbar sind. Sein bekanntestes Werk auf diesem Gebiet ist seine umfassende Biographie derjenigen Überlieferer, die in den sechs kanonischen Hadith-Sammlungen in den Isnaden genannt werden.
Wichtige Hanbaliten des islamischen Mittelalters waren Ibn ʿAqīl (gest. 1119), Ibn al-Dschauzī (gest. 1201), ʿAbd al-Ghanī al-Maqdisī (gest. 1203), Ibn Qudama (gest. 1223), Nadschm ad-Dīn at-Tūfī (gest. 1316), Ibn Taimiyya (gest. 1328), Ibn Qaiyim al-Dschauzīya (gest. 1350) und Ibn Radschab (gest. 1393). Auch Muhammad ibn Abd al-Wahhab, Gründer der wahhabitischen Lehre, war Hanbalit. Mit der Durchsetzung seiner Lehre im saudischen Staat wurde dort auch die hanbalitische Rechtsschule zur Grundlage des Rechtssystems. Nach der saudischen Eroberung des Hidschaz in den 1920er Jahren wurde der Hanbalismus zwangsweise auch im Hedschas, ein Gebiet im Westen Saudi-Arabiens, eingeführt.

## Rechtsfindung
Bei den definierten Quellen des fiqh spielen der Analogieschluss (qiyās) und die eigenständige Lehrmeinung (raʾy) gemäß der hanbalitischen Tradition fast keine Rolle. Auch der Taqlid wird allgemeinhin mit Skepsis betrachtet. Eine Fortführung des Idschtihād wird in der hanbalitischen Tradition angestrebt. Dies hängt in erster Linie mit der streng theologisch-dogmatischen Geisteshaltung zusammen. Es herrscht das Bestreben, alle Gesetze aus dem Koran, der Sunna und dem Konsens (idschmāʿ) der ersten Generationen (salaf as salih) abzuleiten. Der Hanbalismus ist besonders in dogmatischen und in Fragen des Kultus sehr konservativ und strikt. Die Rechtsschule der Zahiriten ist im Laufe der Zeit immer mehr im Hanbalismus aufgegangen, wodurch von manchen Seiten auch Ibn Hazm als Befolger der Hanbaliten oder zumindest Ahmad ibn Hanbals angesehen wird. Die rechtmäßige Anerkennung als einer der vier sunnitischen Rechtsschulen ging dabei allmählich von den Zahiriten auf die Hanbaliten über.

## Theologische Positionen
Die Hanbaliten stehen dem theologischen Streitgespräch (Kalām) traditionell skeptisch gegenüber. Sie gehörten zu den ersten Gegnern der Muʿtazila, einer theologischen Strömung, die in der Zeit zwischen dem 9. und 11. Jahrhundert ihre Blütezeit erlebte und viel Wert auf den Kalām legte, weil sie von der griechischen Philosophie beeinflusst war. Gegen Ahmad ibn Hanbal, der seinerzeit zu den bekanntesten Kritikern des Kalām zählte, wurde eine Inquisition (arabisch Mihna) eingeführt. Als Prüfstein wurde die von dem Muʿtazila-Theologen Abū l-Hudhail gelehrte Erschaffenheit des Korans verwendet. Von den Traditionsgelehrten wurde diese Erschaffenheit jedoch bestritten, da sie glaubten, der Koran sei die unerschaffene Rede Gottes. Diejenigen, die der Lehre Abū l-Hudhails nicht zustimmten, wurden mit Folter und Haftstrafen bestraft, darunter auch Ahmad ibn Hanbal. In seiner Abhandlung „Mihnat al-Imam Ahmad ibn Hanbal asch-Schaibani“ (محنة الامام أحمد بن حنبل الشيباني / Miḥnat al-imām Aḥmad b. Ḥanbal aš-Šaibānī / ‚Die Inquisition gegen Ahmad ibn Hanbal‘) fasste Maqdisī die Vernehmung und Bestrafung zusammen, die Ahmad ibn Hanbal zur Zeit der Muʿtazila über die Frage erlitten hatte, ob der Koran erschaffen sei (chalq al-Qurʾān) und ob der Mensch Gott am Tage der Auferstehung erblicken könne. Im Gegensatz zu den Muʿtaziliten sahen die Hanbaliten die Aussagen in Koran und Hadithen sowie die Überlieferungen über die „Altvorderen“ (ahl as-salaf) als maßgeblich an. Alle darüber hinausgehenden theologischen Aussagen lehnten sie als unzulässige Neuerung (Bidʿa) ab.
Innerhalb der hanbalitischen Schule gab es im Mittelalter eine starke sufische Strömung. Berühmte Sufis der hanbalitischen Schule waren ʿAbd Allāh al-Ansārī und ʿAbd al-Qādir al-Dschīlānī. Ibn al-Dschauzī verfasste mit seinem Werk Ṣifat aṣ-ṣafwa („Die Eigenschaft der Auslese“) eine Geschichte der Sufik, in der er zu zeigen versuchte, dass die wahren Sufis diejenigen waren, die der Lehre der großen Prophetengefährten folgten. Und Ibn Taimīya verfasste einen Kommentar zu einem sufischen Werk von ʿAbd al-Qādir al-Dschīlānī. Allerdings übten Hanbaliten wie Ibn al-Dschauzī und Ibn Taimīya heftige Kritik an solchen Sufis, deren Lehren sie als ketzerisch ansahen. So polemisierte Ibn al-Dschauzī in seiner Abhandlung Talbīs Iblīs („Die Verführung/Fälschung des Teufels“) gegen die Lehren von al-Hallādsch und ʿAbd al-Qādir al-Dschīlānī.